# Turó de Santa Margarida
El Turó de Santa Margarida és una muntanya de 795 metres que es troba al municipi de Cànoves i Samalús, a la comarca del Vallès Oriental.